# IMZ-Ural

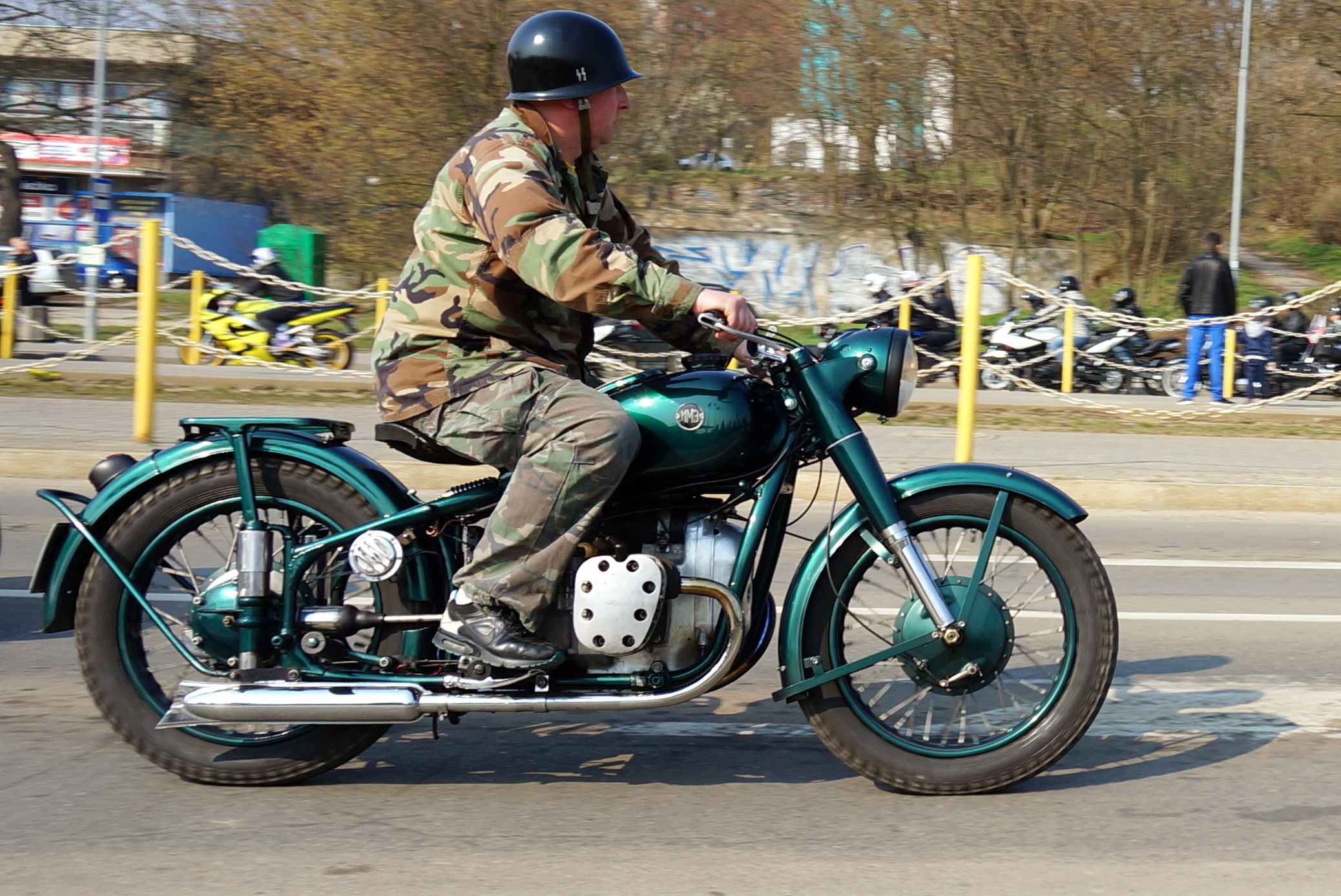
IMZ M-72

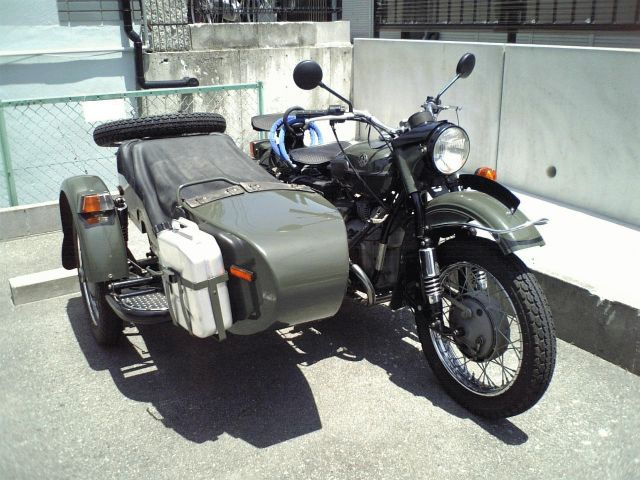
Ural 650 SPORTSMAN sidovagn

IMZ-Ural, IMZ - Irbit Motorzykli Zavod, är en rysk motorcykeltillverkare av i första hand sidvagnsmotorcyklar.
Ural började med att tillverka IMZ M-72, som är en kopia av den tyska BMW R71 från 1938. BMW R71 var en civil modell, den sista med sidventilsmotor, tillverkades i en relativt begränsad omfattning  1938 och 1941. Förmodligen fick Sovjetunionen tillstånd till licenstillverkning i samband med Molotov-Ribbentroppakten. Redan år 1941 var den första M-72 färdig. Ursprungligen skedde tillverkningen i Moskva men på grund av tyskarnas frammarsch under andra världskriget flyttades tillverkningen till staden Irbit där en ny fabrik förlades. M-72 byggdes i olika versioner fram till 60-talet, då en nystartad fabrik i Ukraina, KMZ (Kiev Motor Zavod) tog över den militära produktionen. Fabriken i Irbit övergick till enbart civil produktion. I samband med införandet av en egentuvecklad 650 cc toppventilsmotor 1962, utvecklades modellserierna och försågs med suffixet "Ural". Under 70- och 80-talet tillverkades cirka 2 miljoner motorcyklar för civilt bruk. Modeller från M62 till M67 dominerade produktionen långt in på 90-talet. 
I samband med Sovjetunionens kollaps såldes fabriken till privata intressen. De stora modellseriernas tid var därmed slut och produktionen minskade drastiskt. Istället utvecklades kvaliteten. Bland annat importeras flera delar från väst vilket gjorde att motorcyklarna kunde klara moderna krav på utsläpp och säkerhet. 2003 utvecklades en ny toppventilsmotor på 750 cc som fortfarande är standardmotorn i samtliga modeller. Idag är fabriken ägd av ett amerikanskt konsortium, men tillverkningen sker fortfarande i Irbit. 2014 infördes insprutningsteknik till följd av strängare krav på utsläpp

## Prestanda Ural M72, Chang-Jiang M1
- Motor: Boxermotor, sidventiler, 746 cc.
- Kompression: 5,5:1
- Effekt: 22 hk vid 4600 rpm
- Elsystem: 6V
- Växellåda: 4 växlad, alla framåt
- Bromsar: Trumbromsar fram och bak
- Vikt: 210 kg (347 med sidovagn)
- Tankvolym: 22 liter
- Maximal hastighet: 105 km/h solo (87 med sidovagn)